# Manfred Burgsmüller
Manfred Burgsmüller (Essen, 22 de diciembre de 1949- Essen., 18 de mayo de 2019) fue un futbolista profesional alemán que jugaba en la demarcación de delantero.

## Biografía
Debutó como futbolista en 1967 con el Rot-Weiss Essen a los 18 años de edad. Jugó un total de 12 años en el club durante las cuatro temporadas que permaneció en el equipo. En 1971 fue traspasado al KFC Uerdingen 05 por tres años. Jugó 101 partidos y marcó 80 goles. Posteriormente volvió al Rot-Weiss Essen, y de nuevo en 1976 lo propio con el KFC Uerdingen 05. Al finalizar la temporada fue traspasado al Borussia Dortmund, donde permaneció siete años. Jugó 250 partidos y marcó 156 goles en el club germano. También jugó con el FC Núremberg y con el Rot-Weiß Oberhausen antes de fichar por el Werder Bremen, donde ganó en 1988 la Bundesliga y la Supercopa de Alemania, y club en el que jugó hasta su retiro como futbolista en 1990 a los 41 años de edad.
El 18 de mayo de 2019 falleció de muerte natural en su apartamento de Essen a los 69 años de edad.

## Selección nacional
Jugó para la selección de fútbol de Alemania Occidental un total de tres partidos, debutando en 1977 contra Suiza en un partido amistoso que acabó 4-1 a favor de la selección alemana.

## Clubes
| Club                | País                | Año       | Partidos | Goles |
| ------------------- | ------------------- | --------- | -------- | ----- |
| Rot-Weiss Essen     | Alemania Occidental | 1967-1971 | 12       | 0     |
| KFC Uerdingen 05    | Alemania Occidental | 1971-1974 | 101      | 80    |
| Rot-Weiss Essen     | Alemania Occidental | 1974-1976 | 67       | 34    |
| KFC Uerdingen 05    | Alemania Occidental | 1976      | 7        | 1     |
| Borussia Dortmund   | Alemania Occidental | 1976-1983 | 250      | 156   |
| FC Núremberg        | Alemania Occidental | 1983-1984 | 35       | 12    |
| Rot-Weiß Oberhausen | Alemania Occidental | 1984-1985 | 52       | 39    |
| Werder Bremen       | Alemania Occidental | 1985-1990 | 142      | 44    |

## Palmarés
Werder Bremen
- Bundesliga: 1988
- Supercopa de Alemania: 1988